# Matt Barela
Matt Barela (né le 15 novembre 1974 à Los Angeles, en Californie), plus simplement connu en tant qu‘Anarquia, est un catcheur américain connu pour avoir lutté dans la fédération Total Nonstop Action Wrestling dans la division Impact Wrestling. Il a remporté une fois le Championnat par équipe de la TNA avec Hernandez avec qui il a formé l'équipe Mexican America.

## Carrière professionnelle

### Ohio Valley Wrestling (1999–2011)
Barela a débuté en 1999 à la Ohio Valley Wrestling avec Raul LaMotta et formaient l'équipe Los Locos (Ramón et Raúl Loco). Ils ont finalement gagné la OVW Tag Team Championship. Il a ensuite continué sa carrière vers le OVW Heavyweight Championship et l'a remporté à deux reprises. Le 7 avril ils défont Jessie Godderz et Switchblade Rudy, qui a également été reconnue comme faisant partie des champions sous la rubrique « La règle de la famille »,pour remporter le OVW Tag Team Championship pour la deuxième fois.

### Total Non Stop Action Wrestling (2011-2012)
Barela fait ses débuts pour la Total Nonstop Action Wrestling (TNA) le 13 mars 2011, à Victory Road  (pay-per-view) en aidant Hernandez leur de son match face au Blue Printe Matt Morgan. L'édition d'Impact, lui, Sarita, Hernandez et Rosita révèlent qu'ils forment un nouveau clan Mexican America. Lors du 14 mars à Impact! ils révèlent que leur équipe est anti-Américaine, et révèle son nom Anarquia. Le 14 juillet lors d'Impact, lui et Hernandez battent la British Invasion (Douglas Williams et Magnus) grâce à une aide de Rosita, pour devenir les challengers numéro un  au TNA World Tag Team Championship. Lors de Hardcore Justice (2011), lui et Hernandez perdent contre Beer Money, Inc. (James Storm et Bobby Roode) et ne remportent pas les TNA World Tag Team Championship. Lors d'Impact Wrestling du 18 août, ils battent Beer Money, Inc. et remportent les TNA World Tag Team Championship après l'intervention des Jarrett (Karen & Jeff). Lors de No Surrender (2011), avec Hernandez, ils battent Devon et The Pope pour leurs titres. À Impact Wrestling du 15 septembre, lui, Hernandez, Sarita et Rosita perdent face au Pope, Devon, Tara et Brook Tessmacher. Plus tard ce mois-ci, mexican america a commencé une feud avec Ink Inc ( Jesse Neal et Shannon Moore ), provenant de leur match à Sacrifice au mois de mai, où Hernandez avait légitimement blessés Neal. Le 16 octobre, au cours de la Bound for Glory, mexican america a défendu avec succès le monde TNA Tag Team Championship contre Ink Inc. Le mois suivant, à Turning Point, Anarquia, Hernandez et Sarita défait (Ink Inc,Jesse Neal, Shannon Moore) et Toxxin dans un match par équipe de six à personne tag conserver le Championnat TNA World Tag Team. Lors de l'Impact Wrestling du lendemain, ils perdent les titres contre Matt Morgan et Crimson.

## Autre dans le catch
- Prise de finition

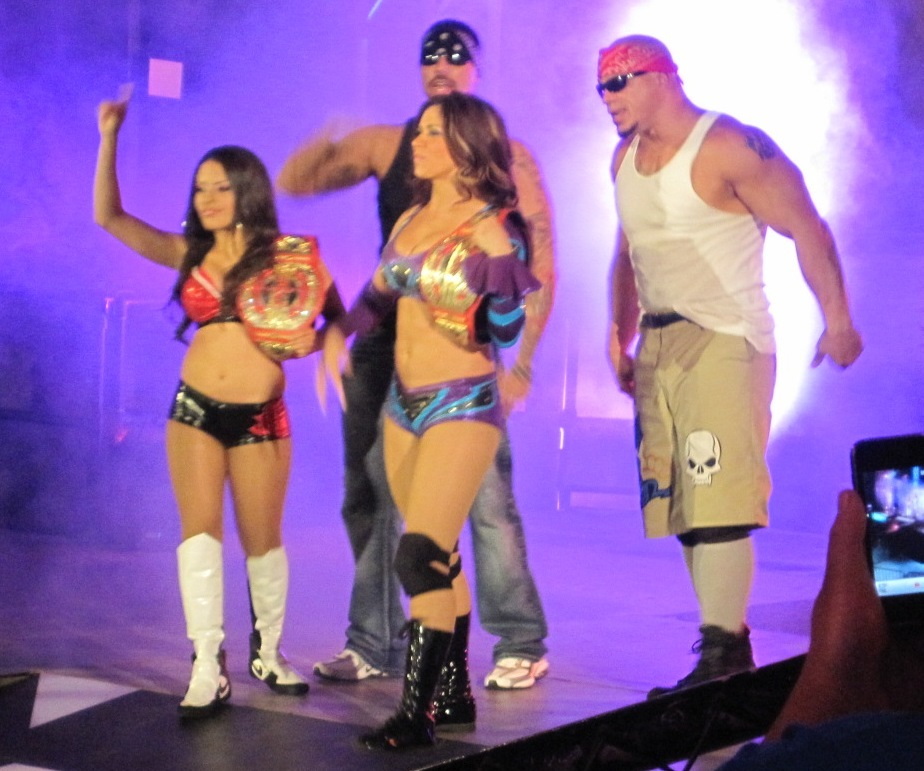
Mexican America au complet en 2011

  - Chicano U-Turn (Belly to back side slam)
- Prise favorite
  - Double Underhook suplex
  - Bourreau neckbreaker
- Surnoms
  - "Low Rider"
- Thèmes d'entré
  - « latine Thugs » par Cypress Hill / Tego Calderón (OVW)
  - " 5150 "" par FILTHEE / Brickman Raw (l'Amérique du Mexique)(TNA; 2011-présent)

## Championnat et accomplissement
- Total Nonstop Action Wrestling
  - 1 fois TNA World Tag Team Championship avec Hernandez

- Ohio Valley Wrestling
  - 2 fois OVW Heavyweight Championship
  - 2 fois OVW Southern Tag Team Championship avec Raúl Loco